# UFC 308
UFC 308: Topuria vs. Holloway（ユーエフシー・スリーオーエイト：トプリア・バーサス・ホロウェイ）は、アメリカ合衆国の総合格闘技団体「UFC」の大会の一つ。2024年10月26日、アブダビ・ヤス島のファイトアイランド内エティハド・アリーナで開催された。

## 大会概要
本大会は王者イリア・トプリアと挑戦者マックス・ホロウェイによるUFC世界フェザー級タイトルマッチが組まれた。

## 試合結果

### プレリミナリーカード
第1試合 ウェルター級 5分3R
○  リナト・ファクレトディノフ vs.  カルロス・レアル ×
3R終了 判定3-0（29-28、29-28、30-27）
第2試合 ミドル級 5分3R
○  イスマイル・ナウルディエフ vs.  ブルーノ・シウバ ×
3R終了 判定3-0（30-27、30-27、30-27）
第3試合 フェザー級 5分3R
○  ファリド・バシャラート vs.  ヴィクトル・ウーゴ ×
3R終了 判定3-0（30-27、29-28、29-28）
第4試合 ヘビー級 5分3R
○  ケネディ・エンジーチュクー vs.  クリス・バーネット ×
1R 4:27 TKO（左脚の負傷）
第5試合 ミドル級 5分3R
○  アブス・マゴメドフ vs.  ブルーノ・フェへイラ ×
3R 3:14 肩固め
第6試合 160ポンド契約 5分3R
○  マテウス・レベツキ vs.  ムフトベク・オロルバイ ×
3R終了 判定2-1（28-29、29-28、29-28）
第7試合 ウェルター級 5分3R
○  ジェフ・ニール vs.  ハファエル・ドス・アンジョス ×
1R 1:30 TKO（左膝の負傷）
第8試合 ライトヘビー級 5分3R
○  イボ・アスラン vs.  ハファエル・セフケイラ ×
1R 0:51 TKO（スタンドパンチ連打）

### メインカード
第9試合 ミドル級 5分3R
○  シャラ・マゴメドフ vs.  アルメン・ペトロシアン ×
2R 4:52 TKO（左バックブロー）
第10試合 フェザー級 5分3R
○  リローン・マーフィー vs.  ダン・イゲ ×
3R終了 判定3-0（29-28、29-28、29-28）
第11試合 ライトヘビー級 5分3R
○  マゴメド・アンカラエフ vs.  アレクサンダル・ラキッチ ×
3R終了 判定3-0（29-28、29-28、29-28）
第12試合 ミドル級 5分5R
○  カムザット・チマエフ vs.  ロバート・ウィテカー ×
1R 3:34 ネッククランク
第13試合 UFC世界フェザー級タイトルマッチ 5分5R
○  イリア・トプリア vs.  マックス・ホロウェイ ×
3R 1:34 KO（左フック→パウンド）
※トプリアが王座の初防衛に成功。

### 各賞
ファイト・オブ・ザ・ナイト：マテウス・レベツキ vs. ムフトベク・オロルバイ
パフォーマンス・オブ・ザ・ナイト：イリア・トプリア、カムザット・チマエフ、シャラ・マゴメドフ
各選手にはボーナスとして5万ドルが授与された。

### カード変更
負傷などによるカードの変更は以下の通り。